# Scottish League Two 2020/21
Die Scottish League Two wird 2020/21 zum 8. Mal als vierthöchste Fußball-Spielklasse der Herren in Schottland ausgetragen. Die Liga wird offiziell als Scottish League Two ausgetragen und ist nach der Premiership, Championship und League One eine der vier Ligen in der 2013 gegründeten Scottish Professional Football League. Gefolgt wird die League Two von den regionalen Ligen, der Highland und Lowland Football League.
Die Saison wird von der Scottish Professional Football League geleitet und ausgetragen und beginnt am 17. Oktober 2020. Die Spielzeit endet mit dem 27. Spieltag im Mai 2021.
In der Saison 2020/21 treten zehn Klubs an. Diese sollten an insgesamt 27 Spieltagen gegeneinander antreten. Jedes Team spielt jeweils einmal zu Hause und auswärts gegen jedes andere. Danach sollten ursprünglich weitere neun Spielrunden absolviert werden. Am 11. Januar 2021 erklärte der schottische Fußballverband, das alle Spiele unterhalb der Scottish Championship sowie der Pokal wegen der verschärften Lockdown-Bedingungen im Bezug zu der COVID-19-Pandemie im Vereinigten Königreich bis zum 31. Januar 2021 ausgesetzt sind und ab einem späteren Datum fortgesetzt werden sollen. Diese Unterbrechung des Spielbetriebs der League Two dauerte bis Anfang März. Der Wettbewerb wurde am 20. März mit einem neuen Spielformat fortgesetzt. Dieses vorsah, dass nach der Ausspielung der 18. Runde, die Liga in zwei Gruppen der Meisterschafts- und Abstiegs-Play-offs unterteilt wird, wobei alle Vereine noch vier Spiele (und damit insgesamt 22 Spiele) absolvieren sollen. Als Absteiger aus der letztjährigen League One kommt der FC Stranraer.
Der FC Queen’s Park wurde Meister und stieg in die League One auf. Edinburgh City, Elgin City und der FC Stranraer nahmen an den Aufstieg-Play-offs teil, Brechin City an der Abstiegs-Relegation.

## Vereine
| Verein           | Stadt         | Stadion           | Kapazität |
| ---------------- | ------------- | ----------------- | --------- |
| Albion Rovers    | Coatbridge    | Cliftonhill       | 1.238     |
| Annan Athletic   | Annan         | Galabank          | 2.504     |
| Brechin City     | Brechin       | Glebe Park        | 4.123     |
| Edinburgh City   | Edinburgh     | Ainslie Park      | 3.534     |
| Elgin City       | Elgin         | Borough Briggs    | 4.520     |
| FC Cowdenbeath   | Cowdenbeath   | Central Park      | 4.309     |
| FC Queen’s Park  | Glasgow       | Hampden Park      | 51.866    |
| FC Stenhousemuir | Stenhousemuir | Ochilview Park    | 3.746     |
| FC Stranraer     | Stranraer     | Stair Park        | 4.178     |
| Stirling Albion  | Stirling      | Forthbank Stadium | 3.808     |

## 1. Runde

### Abschlusstabelle
| Pl.             | Verein           | Sp. | S  | U | N  | Tore    | Diff. | Punkte |
| --------------- | ---------------- | --- | -- | - | -- | ------- | ----- | ------ |
| 1.              | FC Queen’s Park  | 18  | 15 | 3 | 0  | 037:800 | +29   | 48     |
| 2.              | Edinburgh City   | 18  | 11 | 2 | 5  | 037:220 | +15   | 35     |
| 3.              | Stirling Albion  | 18  | 9  | 5 | 4  | 027:150 | +12   | 32     |
| 4.              | FC Stranraer (A) | 18  | 9  | 4 | 5  | 030:180 | +12   | 31     |
| 5.              | Elgin City       | 18  | 9  | 2 | 7  | 029:220 | +7    | 29     |
| 6.              | FC Stenhousemuir | 18  | 6  | 4 | 8  | 023:310 | −8    | 22     |
| 7.              | Albion Rovers    | 18  | 5  | 3 | 10 | 022:350 | −13   | 18     |
| 8.              | Annan Athletic   | 18  | 4  | 5 | 9  | 020:240 | −4    | 17     |
| 9.              | FC Cowdenbeath   | 18  | 3  | 5 | 10 | 010:290 | −19   | 14     |
| 10.             | Brechin City     | 18  | 1  | 3 | 14 | 010:410 | −31   | 06     |
| Stand: Endstand |                  |     |    |   |    |         |       |        |

Platzierungskriterien: 1. Punkte – 2. Tordifferenz – 3. geschossene Tore – 4. Direkter Vergleich (Punkte, Tordifferenz, geschossene Tore)
| 1. Runde 2020/21:                                                             |                                               |
| Teilnahme an den Meisterschafts-Play-offs Teilnahme an den Abstiegs-Play-offs |                                               |
|                                                                               |                                               |
| Zum Saisonende 2019/20                                                        |                                               |
| (A)                                                                           | Absteiger aus der Scottish League One 2019/20 |

## 2. Runde

### Meisterschafts-Play-offs

#### Abschlusstabelle
| Pl.             | Verein           | Sp. | S | U | N | Tore    | Diff. | Punkte | Bonus | Gesamt |
| --------------- | ---------------- | --- | - | - | - | ------- | ----- | ------ | ----- | ------ |
| 1.              | FC Queen’s Park  | 4   | 2 | 0 | 2 | 006:500 | +1    | 06     | 48    | 54     |
| 2.              | Edinburgh City   | 4   | 1 | 0 | 3 | 003:500 | −2    | 03     | 35    | 38     |
| 3.              | Elgin City       | 4   | 3 | 0 | 1 | 010:600 | +4    | 09     | 29    | 38     |
| 4.              | FC Stranraer (A) | 4   | 2 | 1 | 1 | 006:700 | −1    | 07     | 31    | 38     |
| 5.              | Stirling Albion  | 4   | 1 | 1 | 2 | 005:700 | −2    | 04     | 32    | 36     |
| Stand: Endstand |                  |     |   |   |   |         |       |        |       |        |

Platzierungskriterien: 1. Punkte – 2. Tordifferenz – 3. geschossene Tore

| Zum Saisonende 2020/21:                                                                       |                                               |
| Meister und Aufsteiger in die Scottish League One 2021/22 Teilnahme an den Aufstieg-Play-offs |                                               |
|                                                                                               |                                               |
| Zum Saisonende 2019/20                                                                        |                                               |
| (A)                                                                                           | Absteiger aus der Scottish League One 2019/20 |

### Abstiegs-Play-offs

#### Abschlusstabelle
| Pl.             | Verein           | Sp. | S | U | N | Tore    | Diff. | Punkte | Bonus | Gesamt |
| --------------- | ---------------- | --- | - | - | - | ------- | ----- | ------ | ----- | ------ |
| 6.              | FC Stenhousemuir | 4   | 1 | 1 | 2 | 002:400 | −2    | 04     | 22    | 26     |
| 7.              | Albion Rovers    | 4   | 2 | 1 | 1 | 003:300 | ±0    | 07     | 18    | 25     |
| 8.              | Annan Athletic   | 4   | 1 | 2 | 1 | 005:300 | +2    | 05     | 17    | 22     |
| 9.              | FC Cowdenbeath   | 4   | 2 | 1 | 1 | 005:300 | +2    | 07     | 14    | 21     |
| 10.             | Brechin City     | 4   | 1 | 1 | 2 | 003:500 | −2    | 04     | 6     | 10     |
| Stand: Endstand |                  |     |   |   |   |         |       |        |       |        |

Platzierungskriterien: 1. Punkte – 2. Tordifferenz – 3. geschossene Tore

| Zum Saisonende 2020/21:              |
| Teilnahme an der Abstiegs-Relegation |

## Relegation
Teilnehmer an den Relegationsspielen sind der Zehntplatzierte der diesjährigen League Two, Brechin City sowie die beiden Meister aus der Highland- und Lowland Football League, den Brora Rangers und Kelty Hearts. Der Sieger der ersten Runde spielte in der zweiten Runde gegen den League-Two-Verein um einen Platz für die folgende Saison 2021/22.
Erste Runde
Die Spiele wurden am 4. und 8. Mai 2021 ausgetragen.
|               | Gesamt |              | Hinspiel | Rückspiel |
| ------------- | ------ | ------------ | -------- | --------- |
| Brora Rangers | 1:6    | Kelty Hearts | 0:2      | 1:4       |

Zweite Runde
Die Spiele werden am 18. und 23. Mai 2021 ausgetragen.
|              | Gesamt |              | Hinspiel | Rückspiel |
| ------------ | ------ | ------------ | -------- | --------- |
| Kelty Hearts | 3:1    | Brechin City | 2:1      | 1:0       |